# 진화형 HSPA

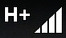
안드로이드 기반 스마트폰의 알림 표시줄에 나타난 HSPA+ 표시.

진화형 HSPA(Evolved High Speed Packet Access) 혹은 HSPA+는 WCDMA를 확장한 이동통신모듈의 규격이다. 3GPP 규격인 HSDPA와 HSUPA보다 뒤에 나온 규격인 3GPP 기술표준 Release 7에 기술되어 있다. MIMO와 더 높은 모듈 연산 (64QAM)을 이용해서 같은 3GPP 규격인 HSDPA와 HSUPA보다 더 높은 속도를 낼 수 있다. 이론적인 최대 다운로드 속도는 168 Mbps이며 업로드는 22 Mbps이다. HSPA+는 최대 42.2 Mbit/초의 데이터 속도를 달성할 수 있다.

## 같이 보기
- 고속 패킷 접속